# Pastora Filigrana
Pastora Filigrana García (Sevilla, 26 de mayo de 1981) es una abogada laboralista, sindicalista, feminista, articulista y activista por los derechos humanos española de origen gitano.

## Trayectoria
Filigrana nació en el barrio de Triana y a los 9 años ya le decían que iba a ser «la abogada de los gitanos». Crecer «en un gueto» le aportó desde pequeña mucha sensibilidad social hacia cuestiones relacionadas con la igualdad. Aprendió qué es la conciencia de clase de las abuelas «con su ejemplo de vida» y derecho laboral en el Sindicato Andaluz de Trabajadores/as. Tras participar en el nacimiento de la Asociación de Mujeres Gitanas Universitarias (Amuradi), cuando se licenció en Derecho con 23 años en la Universidad de Sevilla, empezó como asesora jurídica de la asociación gitana Villela Or Gao Caló en el barrio sevillano de Las Tres Mil Viviendas, trabajando también con población migrante. Posteriormente, cursó el Máster de Derechos Humanos, Interculturalidad y Desarrollo impartido por la Universidad Pablo Olavide de Sevilla
Como abogada, Filigrana tuvo un protagonismo mediático importante en las luchas de las cosechadoras marroquíes de fresas de Huelva durante el 2019, al tiempo que alertó de las causas del ascenso electoral de la extrema derecha.
En 2020 publicó el libro El pueblo gitano contra el sistema mundo. Unas reflexiones desde un activismo feminista y anticapitalista, en el que sostiene que la persecución al pueblo gitano tiene que ver con sus formas de resistencia comunitarias a través de formas de cooperación y apoyo mutuo y su oposición a adaptarse al «chantaje del salario».

## Obra publicada
- 2019: Descolonizar y despatriarcalizar Andalucía. Una mirada feminista gitana-andaluza en Miradas en torno al problema colonial ISBN 978-84-460-4850-3
- 2020: Desafío, el virus no es el único peligro, Ediciones Akal, ISBN 978-84-460-4975-3
- 2020: El pueblo gitano contra el sistema mundo. Unas reflexiones desde un activismo feminista y anticapitalista, Ediciones Akal, ISBN 978-607-8683-18-5[6]